# Adama Guira
Adama Guira est un footballeur international burkinabé, né le 24 avril 1988 à Bobo-Dioulasso. Il évolue comme milieu défensif avec le club espagnol du Racing Rioja en D4 espagnole.

## Biographie
Adama Guira commence le football au Burkina Faso au RC Bobo , après il enchaîne trois saisons avec l'équipe première avant de partir en Espagne au GF Gavà  où il a joué 27 rencontres . En 2009 il part au Alicante Club de Fútbol où il a disputé 34 matchs et a marqué un seul but. L'année suivante il s'engage au Unión Deportiva Logroñés avant de partir six mois plus tard au Djurgårdens IF en Suède.

### FC Dacia Chișinău
En 2011 il signe au FC Dacia Chișinău en Moldavie, il a joué avec son club en  Ligue Europa, en juillet 2012 il participe au premier match du premier tour de qualification contre NK Celje, il s'impose avec son équipe (1-0) au match aller, même score pour le match retour son club est qualifié pour le deuxième tour, il affronte Elfsborg avec son club et gagne le match aller (1-0), au match retour lui et son club s'incline (2-0) à l'extérieur et est donc éliminé de la Ligue Europa, il a disputé quatre rencontres européennes au total et a joué 42 matchs en championnat lors de son parcours en Moldavie.

### SønderjyskE
En 2013 il s'engage au SønderjyskE au Danemark pour sa première saison au club et dispute 29 matchs, la saison suivante il a joué 33 rencontres et a marqué deux buts. Lors de la saison 2015-2016, il joue 32 matchs et marque un but, son club termine deuxième du championnat derrière le FC Copenhague.
En 2016, il joue sept matchs de championnat et cinq rencontres européennesavant de partir en France.

### Racing Club de Lens
Le 31 août 2016, il s'engage au Racing Club de Lens et signe un contrat de trois ans. Il joue sa première rencontre sous les couleurs des sang et or lors de la huitièmes journée de ligue 2 contre L'Us Orléans victoire (4-2). Lors de la neuvième journée contre Valenciennes Football Club il reçoit un carton rouge dès la septième minute de jeu. Adama revient dans le groupe lors de la treizième journée contre le Stade brestois victoire (1-2) pour son équipe. Après une saison très difficile où il est très peu utilisé, il résilie son contrat avec le RC Lens d'un commun accord.

### AGF Arhus
Libéré de son contrat par le Racing Club de Lens, il s'engage avec AGF Arhus jusqu'en 2020.

## Palmarès
RC Bobo
- Vainqueur de la Coupe du Burkina Faso en 2007.

## Sélection nationale
Adama Guira honore sa première sélection en 2010. Il découvre sa première compétition internationale lors de la Coupe d'Afrique des nations 2015 en Guinée équatoriale. Le 13 juin 2015, il s'impose avec les siens face aux Comores lors des éliminatoires de la CAN 2017.
En mars 2016, le joueur est convoqué pour la réception de l'Ouganda et des Comores. Avec un match nul et une victoire durant cette période, les burkinabés se qualifient pour la CAN 2017.
L'année suivante, il est convoqué pour participer à la Coupe d'Afrique des nations 2017 où les étalons décrocheront la troisième place. 
Quatre ans plus tard, il est de nouveau convoqué pour disputer la Coupe d'Afrique des nations 2021 au Cameroun. 
Le 20 décembre 2023, il est retenu dans la liste des vingt-sept joueurs burkinabés sélectionnés par Hubert Velud pour disputer la Coupe d'Afrique des nations 2023.